# NGC 7821
NGC 7821 is een spiraalvormig sterrenstelsel in het sterrenbeeld Walvis. Het hemelobject werd in 1886 ontdekt door de Amerikaanse astronoom Ormond Stone.

## Synoniemen
- MCG -3-1-19
- IRAS 00027-1645
- PGC 367